# Postiljon (1664)
Skeppet Postiljon var ett litet svenskt örlogsfartyg om 22 kanoner, byggt i Göteborg under ledning av Francis Sheldon.